# (55749) Eulenspiegel
(55749) Eulenspiegel ist ein Asteroid des Hauptgürtels, der am 15. Januar 1991 vom deutschen Astronomen Freimut Börngen an der Thüringer Landessternwarte Tautenburg (IAU-Code 033) im Tautenburger Wald in Thüringen entdeckt wurde.
Der Himmelskörper wurde am 10. November 2003 nach Till Eulenspiegel benannt, dem Protagonisten eines mittelniederdeutschen Volksbuchs, der laut einer Schwanksammlung ein umherstreifender Schalk des 14. Jahrhunderts war, der sich dumm stellte, tatsächlich aber gerissen war und seinen Mitmenschen immer neue Streiche spielte.